# Nucula proxima
Nucula proxima är en musselart som beskrevs av Thomas Say 1822. Nucula proxima ingår i släktet Nucula och familjen nötmusslor. Inga underarter finns listade i Catalogue of Life.